# Hähkänä
Hähkänä är en tätort (finska: taajama) i Salo stad (kommun) i landskapet Egentliga Finland i Finland. Fram till 2008 låg Hähkänä i S:t Bertils kommun. Vid tätortsavgränsningen den 31 december 2021 hade Hähkänä 955 invånare och omfattade en landareal av 2,88 kvadratkilometer.